# Hank Williams
Hiram King Williams (Mount Olive, 17 de septiembre de 1923-Oak Hill, 1 de enero de 1953), conocido artísticamente como Hank Williams, fue un cantautor estadounidense. Es considerado un icono de la música country y uno de los más influyentes músicos del siglo XX. Destacado intérprete de la música honky tonk, grabó numerosos éxitos que, junto a sus carismáticas interpretaciones y composiciones, le proporcionaron una gran fama.
Nacido y criado en Alabama, Williams aprendió guitarra con el músico de blues afroestadounidense Rufus Payne. Tanto Payne como Roy Acuff influyeron significativamente en su estilo musical. Tras ganar un concurso de talentos amateur, Williams comenzó su carrera profesional en Montgomery a finales de la década de 1930 tocando en emisoras de radio locales y en locales de la zona como escuelas, cines y bares. Formó la banda de acompañamiento Drifting Cowboys, dirigida por su madre, y abandonó los estudios para dedicarse a su carrera. Debido a que su alcoholismo le hacía poco fiable, fue despedido y contratado varias veces por la emisora de radio WSFA, y tuvo problemas para reemplazar a varios de los miembros de su banda que fueron reclutados durante la Segunda Guerra Mundial.
En 1944, Williams se casó con Audrey Sheppard, que competía con su madre por controlar su carrera. Tras grabar "Never Again" y Honky Tonkin con Sterling Records, firmó un contrato con MGM Records. Lanzó el exitoso sencillo "Move It On Over" en 1947 y se unió al programa de radio Louisiana Hayride. Al año siguiente lanzó una versión de "Lovesick Blues", que alcanzó rápidamente el número uno en la lista de Billboard Top Country & Western singles chart y le lanzó al estrellato en el Grand Ole Opry. Aunque era incapaz de leer o notar música en un grado significativo, escribió éxitos tan emblemáticos como "Your Cheatin' Heart", "Hey, Good Lookin', y "I'm So Lonesome I Could Cry". En 1952, Sheppard se divorció de él y se casó con Billie Jean Horton. Fue despedido por el Grand Ole Opry debido a su falta de fiabilidad y alcoholismo.
Años de dolor de espalda, alcoholismo y abuso de medicamentos recetados comprometieron gravemente la salud de Williams, y a la edad de 29 años, Williams sufrió un fallo cardíaco y murió repentinamente en el asiento trasero de un coche cerca de Oak Hill (Virginia Occidental), de camino a un concierto en Canton (Ohio), el día de Año Nuevo de 1953. A pesar de su relativamente breve carrera, es uno de los músicos más célebres e influyentes del siglo XX, especialmente en música country. Muchos artistas han versionado sus canciones y ha influido en Chuck Berry, Elvis Presley, Johnny Cash, Bob Dylan y los Rolling Stones, entre otros. Ingresó en el Country Music Hall of Fame en 1961, en el Songwriters Hall of Fame en 1970, en el Rock and Roll Hall of Fame en 1987, en el Native American Music Awards Hall of Fame en 1999, y obtuvo una estrella en el Paseo de la Fama de Hollywood. En 2010 recibió a título póstumo la Mención Especial del Premio Pulitzer por su "maestría como compositor que expresó sentimientos universales con conmovedora sencillez y desempeñó un papel fundamental en la transformación de la música country en una importante fuerza musical y cultural de la vida estadounidense."
En el 2004 la revista Rolling Stone lo ubicó en el puesto 74 de la lista de los 100 mejores artistas de todos los tiempos.

## Biografía

### Comienzos
Hiram King Williams nació en una cabaña de troncos en Garland, Alabama, el 17 de septiembre de 1923. Se iba a llamar Hiram, pero su nombre fue mal escrito como "Hiriam" en su certificado de nacimiento. Nació con un leve caso no diagnosticado de espina bífida oculta, un trastorno de la columna vertebral, causa de dolores durante toda su vida y un factor importante en su posterior abuso del alcohol y las drogas. Fue el tercer y último hijo, precedido por un hermano que murió poco después del nacimiento y su hermana Irene.

La familia de Elonzo procedía del sur y centro de Alabama, y su padre luchó durante la guerra civil estadounidense, primero en el bando confederado y luego con la Unión tras ser capturado. Elonzo era ingeniero de ferrocarriles para la empresa maderera W. T. Smith y fue reclutado durante la Primera Guerra Mundial, sirviendo desde julio de 1918 hasta junio de 1919. Sufrió graves lesiones tras caerse de un camión, romperse la clavícula y recibir un fuerte golpe en la cabeza.
El primer hijo de los Williams, Ernest Huble Williams, murió dos días después de nacer, el 5 de julio de 1921. Un año después nació una hija, Irene. Williams recibió su nombre de Hiram I de los Libro de los Reyes. Su nombre estaba mal escrito como "Hiriam" en su partida de nacimiento, que fue preparada y firmada cuando tenía 10 años.  Williams nació con espina bífida oculta, un defecto congénito de la columna vertebral que le causó dolor de por vida y se convirtió en un factor importante en su posterior abuso del alcohol y las drogas. A los tres años, Williams se sentaba con su madre mientras ésta tocaba el órgano en la iglesia baptista de Mount Olive. Lillie también se unió cantando los himnos que influyeron en las composiciones posteriores del cantante. Williams recibió su primer instrumento musical, una armónica, a los seis años. De niño, su familia le apodaba "Harm" y sus amigos "Herky" o "Skeets".
El padre de Williams se trasladaba con frecuencia por motivos de trabajo, por lo que la familia vivió en varias ciudades del sur de Alabama. En 1930, cuando Williams tenía siete años, Elonzo empezó a experimentar parálisis facial. Tras ser evaluado en una clínica del Veterans Affairs en Pensacola, Florida, los médicos determinaron que tenía un aneurisma cerebral, y Elonzo fue enviado al Centro Médico de Veteranos de Alexandria, Luisiana. Permaneció hospitalizado durante ocho años y estuvo casi ausente durante toda la infancia de Williams. A partir de ese momento, Lillie asumió la responsabilidad de la familia.
En el otoño de 1933, Williams fue enviado a vivir con sus tíos, Walter y Alice McNeil, en Fountain, Alabama. Su hija, Opal, fue a cambio a vivir con Lillie para asistir a la escuela en Georgiana (Alabama). Williams aprendió a tocar acordes básicos de guitarra con su tía y escuchaba la música que se tocaba en los bailes y en las iglesias de la zona. Al año siguiente, la familia Williams se trasladó a Greenville ( Alabama), donde Lillie abrió una pensión junto a la desmotadora de algodón local. Más tarde, la familia regresó con Opal McNeil a Georgiana, donde Lillie tuvo varios trabajos secundarios para mantener a la familia a pesar del sombrío clima económico de la Gran Depresión. Trabajó en una fábrica de conservas y fue enfermera en el turno de noche del hospital local. Su primera casa se incendió y la familia perdió sus posesiones. Se trasladaron a Rose Street, al otro lado de la ciudad, a una casa que la madre de Williams pronto convirtió en otra pensión. La casa tenía un pequeño huerto en el que cultivaban diversas cosechas que Williams y su hermana Irene vendían por Georgiana. En un encuentro fortuito en Georgiana, la hermana de Williams, Irene, conoció al representante estadounidense J. Lister Hill mientras Hill hacía campaña por Alabama. Le dijo a Hill que su madre estaba interesada en hablar con él sobre sus problemas. Con la ayuda de Hill, la familia empezó a cobrar la pensión de invalidez de Elonzo. A pesar de su estado de salud, la familia se las arregló bastante bien económicamente durante la Gran Depresión.
Existen varias versiones sobre cómo Williams consiguió su primera guitarra. Mientras que varios residentes prominentes de Georgiana afirmaron más tarde que se la habían comprado, su madre dijo que se la había comprado ella y que le había organizado sus primeras lecciones. Williams le dijo a Ralph Gleason, que por aquel entonces escribía una columna musical semanal en el San Francisco Chronicle: "Cuando tenía unos ocho años, conseguí mi primer git-tar. Un git-tar de segunda mano de 3,50 dólares que me compró mi madre." Williams, torpe y tímido, se encariñó con un anciano negro, Rufus "Tee-Tot" Payne, un artista callejero a quien Williams seguía por la ciudad. Payne daba a Williams clases de guitarra a cambio de dinero o de comidas preparadas por Lillie. El estilo musical básico de Payne era el blues; insistía repetidamente en la importancia de mantener un buen ritmo y compás, y añadía a sus actuaciones el espectáculo de las reverencias, las reverencias, las risas y los gritos. Más tarde, Williams grabó "My Bucket's Got a Hole in It", una de las canciones que Payne le había enseñado. Williams también se vio influido por artistas country como Roy Acuff. En 1937, Williams se peleó con su profesor de educación física por unos ejercicios que el entrenador quería que hiciera. Posteriormente, su madre exigió al consejo escolar que despidiera al entrenador; ante la negativa, la familia se trasladó a Montgomery, Alabama. Payne y Williams perdieron el contacto, aunque Payne también acabó trasladándose a Montgomery, donde murió en la pobreza en 1939. Más tarde, Williams le atribuyó el mérito de haberle proporcionado la única formación musical que tuvo.

### Carrera
En julio de 1936, las familias Williams y McNeil abrieron una pensión en el centro de Montgomery, Alabama. Fue en esta época en la que Hiram decidió cambiar su nombre de manera informal a Hank, un nombre que él dijo era mejor para su deseada carrera en la música country. Al finalizar la escuela y los fines de semana, Williams cantaba y tocaba su guitarra Silvertone en la acera frente a los estudios de radio WSFA. Rápidamente captó la atención de los productores de esta cadena que, de vez en cuando, le invitaban a entrar para actuar en directo. Fueron tantos los oyentes que pidieron a la estación de radio más canciones del Singing Kid que los productores lo contrataron con sus propios quince minutos, dos veces a la semana, por un salario semanal de quince dólares.
Su éxito en la radio alimentó su entrada a la carrera musical. Su generoso sueldo le fue suficiente para comenzar con su propio grupo al que denominó Drifting Cowboys. La entrada de Estados Unidos en la Segunda Guerra Mundial en 1940 marcó el comienzo de tiempos difíciles para Hank Williams, en parte debido a que los integrantes de su conjunto se alistaron en el ejército.

## Muerte y leyenda
Sus canciones son consideradas como uno de los pilares sobre las que se ha construido la música country contemporánea, y ha sido homenajeado con versiones de sus canciones incluso desde el pop o el rock. Su leyenda creció con su muerte a los 29 años en el año nuevo de 1953, cuando el chofer que había contratado para llevarlo de gira lo encontró muerto al parar a repostar en una gasolinera de Oak Hill, Virginia Occidental. Después de una autopsia, se determinó que la causa de la muerte fue "insuficiencia del ventrículo derecho del corazón". En su corta vida grabó más de 400 canciones, bajo muchos seudónimos, entre los que están Luke the Drifter y Ramblin' Man. Su legado ha llegado hasta los más jóvenes; esto se puede apreciar en el hecho de que su canción "Move It On Over" está incluida en la banda sonora del videojuego L.A. Noire y la canción Hey, Good Lookin es incluida en la banda sonora del videojuego GTA San Andreas.

## Reconocimientos
- En 2003 la revista Rolling Stone lo situó en el puesto 74 de su lista de The Immortals.[34]
- Su hijo, Hank Williams Jr., su hija, Jett Williams, y sus nietos Hank Williams III y Holly Williams son también músicos profesionales.

## Sencillos
Esta lista incluye algunas de sus canciones más exitosas. El número indica el puesto que alcanzó en las listas de éxitos de Estados Unidos.
- "Never Again (Will I Knock on Your Door)" / (Sterling Records, 1946).
- "Wealth Won't Save Your Soul" / "When God Comes and Gathers His Jewels" (1946).
- "My Love for You (Has Turned to Hate)" / "I Don't Care (If Tomorrow Never Comes)" (1946).
- "Pan American" / "Honky Tonkin'" (1946).
- "Move It On Over" / "I Heard You Crying in Your Sleep" (MGM Records, 1946). #4.
- "On the Banks of the Old Pontchartrain" / "Fly Trouble" (1946).
- "My Sweet Love Ain't Around" / "Rootie Tootie" (1947).
- "Honky Tonkin'" / "I'll Be a Bachelor 'Til I Die" (Sterling Records, 1947). #14.
- "I'm a Long Gone Daddy" / "The Blues Come Around" (1947). #6.
- "I Saw the Light" / "Six More Miles (To the Graveyard)" (1947).
- "A Mansion on the Hill" / "I Can't Get You Off of My Mind" (1947).
- "Lovesick Blues" / "Never Again (Will I Knock on Your Door)" (1948). #1. La cara B llegó al #6.
- "Wedding Bells" / "I've Just Told Mama Goodbye" (1948). #6.
- "Mind Your Own Business" / "There'll Be No Teardrops Tonight" (1948). #5.
- "You're Gonna Change (Or I'm Gonna Leave)" / "Lost Highway" (1948). #4.
- "I'm So Lonesome I Could Cry" / "My Bucket's Got a Hole In It" (1948). #1. La cara B llegó al #2. Se reeditó en 1965, alcanzando el #43.
- "I Just Don't Like This Kind of Living" / "May You Never Be Alone" (1949). #5.
- "Long Gone Lonesome Blues" / "My Son Calls Another Man Daddy" (1949). #1. La cara B llegó al #9.
- "Why Don't You Love Me?" / "A House Without Love" (1949). #1. Se reeditó en 1975, alcanzando el #61.
- "Why Should We Try Anymore?" / "They'll Never Take Her Love from Me" (1949). #9. La cara B llegó al #4.
- "Moanin' the Blues" / "Nobody's Lonesome for Me" (1949). #1. La cara B llegó al #9.
- "Cold, Cold Heart" / "Dear John" (1950). La cara B llegó al #6.
- "I Can't Help It (If I'm Still in Love with You)" / "Howlin' at the Moon" (1950). #2. La cara B llegó al #3.
- "Hey Good Lookin'" / "My Heart Would Know" (1950). #1.
- "(I Heard That) Lonesome Whistle" / "Crazy Heart" (1950). #9. La cara B llegó al #2.
- "Baby, We're Really in Love" / "I'd Still Want You" (1950). #4.
- "Honky Tonk Blues" / "I'm Sorry for You, My Friend" (1951). #2.
- "Half as Much" / "Let's Turn Back the Years" (1951). #2.
- "Jambalaya (On the Bayou)" / "Window Shopping" (1951). #1.
- "Settin' the Woods on Fire" / "You Win Again" (1952). #3. La cara B llegó al #7.
- "I'll Never Get Out of This World Alive" / "I Could Never Be Ashamed of You" (1952). #3.
- "Kaw-Liga" / "Your Cheatin' Heart" (1952). #1. La cara B llegó al #1.
- "I Won't Be Home No More" / "Take These Chains from My Heart" (1952). #4. La cara B llegó al #1.
- "Weary Blues from Waitin'" (1952). #7. Sin cara B.
- "Please Don't Let Me Love You" (1953. #9. Sin cara B.
- "There's a Tear in My Beer" (1989). Grabación con Hank Williams Jr. #7.